# Roughnecks de Houston (2024)
Ne doit pas être confondu avec Houston Roughnecks (2020).
Stade
Maillots
Saison en cours
Les Roughnecks de Houston (en anglais : Houston Roughnecks) sont une équipe professionnelle de football américain basée à Houston dans le Texas et disputant ses matchs à domicile au Rice Stadium.
En 2024, elle intègre la conférence USFL de la United Football League, ligue mineure de printemps de football américain.
Les propriétaires des équipes de cette ligue sont la Fox Corporation (50%), Dany Garcia, Dwayne Johnson et la RedBird Capital Partners (50%) et elles sont gérées par la société Alpha Acquico de Dwayne Johnson et la Fox Corporation.
L'équipe résulte de la fusion des Roughnecks de Houston (en) et des Gamblers de Houston ayant respectivement évolué dans les championnats de la USFL et de l'XFL en 2023 toutes deux basées à Houston. La nouvelle équipe a conservé la marque déposée des Roughnecks ainsi que les droits sur les joueurs et l'encadrement des Gamblers.

## Histoire

### Gamblers de Houston (2022-2023)
Le 22 novembre 2021, à l'occasion du show The Herd with Colin Cowherd (en) sur la Fox Sports 1, le présentateur annonce officiellement que les Gamblers de Houston seront une des huit franchises à prendre part à la nouvelle compétition de l'USFL. Lors du même show en date du 6 janvier 2022, Kevin Sumlin (en), entraîneur en NCAA, est désigné aux postes de directeur général et d'entraîneur des Gamblers,. Les Gamblers étaient est la seule équipe de l'USFL à se situer à l'ouest du fleuve Mississippi et la seule ville ayant des équipes dans les compétitons professionnelles d'été de football américain (les Gamblers en USFL et les Roughnecks de Houston (en) en XFL) même si les Gamblers n'ont joué aucun match à Houston de par le fonctionnement propre à l'USFL.
Houston remporte 17 à 12 le premier match de son histoire lors du premier match de sa saison joué contre les Panthers du Michigan mais perdent ensuite sept matchs consécutifs et ne se qualifient pas pour la phase finale.
En septembre 2022, la franchise engage Robert Morris en tant que directeur général et en novembre 2022, l'USFL annonce que les Gamblers joueront leurs matchs de 2023 au Simmons Bank Liberty Stadium situé à Memphis dans le Tennessee. En février 2023, Sumlin déclare qu'il va accepter un poste d'entraîneur chez les Terrapins du Maryland en NCAA. Il est remplacé au poste d'entraîneur principal par Curtis Johnson (en), assistant entraîneur des Saints de La Nouvelle-Orléans en NFL.

### Fusion USFL/XFL
En septembre 2023, le site journalistique Axios relate que la XFL est en négociations avancées avec l'USFL pour fusionner les deux ligues avant le début de leurs saisons 2024 respectives, ce qui est confirmé par ces deux ligues le 28 septembre 2023, tout en précisant que les détails autour de la fusion seront dévoilés plus tard. En octobre 2023, la XFL enregistre officiellement la marque déposée « United Football League » et le 30 novembre 2023, Dany Garcia (actionnaire majoritaire de la XFL) annonce sur sa page Instagram que les ligues ont reçus les autorisations nécessaires à la fusion et que les plans pour une "saison combinée" débutant le 30 mars 2024 sont en train d'être finalisés.
La fusion est annoncée officiellement sur la chaîne Fox le 31 décembre 2023, les huit équipes composant la nouvelle ligue étant annoncées le lendemain, transformant les deux ligues en conférences distinctes.

### Roughnecks de Houston (depuis 2024)
Le 1er janvier 2024, à la suite de la fusion des deux ligues, les Gamblers reprennent l'identité (le nom, l'histoire et la présence sur les réseaux sociaux) de leur homologue en XFL, les Roughnecks de Houston, les Gamblers conservant leur propre encadrement sportif et leurs joueurs,. L'équipe décide ainsi de jouer dans la conférence USFL de la nouvelle ligue. Elle joue sous le nom des Roughnecks Hpuston. Le 1er février 2024, l'équipe annonce qu'à la suite des travaux de rénovations au TDECU Stadium (stade utilisé lors des saisons 2020 et 2023 de l'USFL par les Gamblers), leurs matchs à domicile de la saison 2024 seront disputés au Rice Stadium,.

## Palmarès
| Saison                | Ligue         | Entraîneur          | Saison régulière | Saison régulière | Saison régulière | Saison régulière | Saison régulière | Saison régulière | Saison régulière | Saison régulière                 | Phase finale                     |
| --------------------- | ------------- | ------------------- | ---------------- | ---------------- | ---------------- | ---------------- | ---------------- | ---------------- | ---------------- | -------------------------------- | -------------------------------- |
| Saison                | Ligue         | Entraîneur          | Nb               | V                | D                | N                | %                | +                | -                | Classement                       | Phase finale                     |
| Gamblers de Houston   |               |                     |                  |                  |                  |                  |                  |                  |                  |                                  |                                  |
| 2022                  | USFL          | Kevin Sumlin (en)   | 10               | 3                | 7                | 0                | 30,0             | 196              | 208              | 4e division Sud                  | Non qualifié                     |
| 2023                  | USFL          | Curtis Johnson (en) | 10               | 5                | 5                | 0                | 50,0             | 223              | 236              | 3e division Sud                  | Non qualifié                     |
| Roughnecks de Houston |               |                     |                  |                  |                  |                  |                  |                  |                  |                                  |                                  |
| 2024                  | UFL           | Curtis Johnson      | 10               | 1                | 9                | 0                | 10,0             | 158              | 233              | 4e conférence ULF                | Non qualifié                     |
| Total général         | Total général | Total général       | 30               | 9                | 21               | 0                | 30,0             | 577              | 677              | 0 titre, 0 match de phase finale | 0 titre, 0 match de phase finale |
| Total en UFL          | Total en UFL  | Total en UFL        | 10               | 1                | 09               | 0                | 10,0             | 158              | 233              | 0 titre, 0 match de phase finale | 0 titre, 0 match de phase finale |
| Total en USFL         | Total en USFL | Total en USFL       | 20               | 8                | 12               | 0                | 40,0             | 419              | 444              | 0 titre, 0 match de phase finale | 0 titre, 0 match de phase finale |

## Records de franchise
| Statistique                                                | Joueur                           | Record          | Saison         |
| ---------------------------------------------------------- | -------------------------------- | --------------- | -------------- |
| Yards gagnés à la passe                                    | Kenji Bahar (en)                 | 2 250 yards     | 2022–2024      |
| TDs inscrits à la passe                                    | Clayton Thorson (en) Kenji Bahar | 10              | 2022 2022–2024 |
| Yards gagnés à la course                                   | Justin Hall (en)                 | 1 341 yards     | 2022-2024      |
| TDs inscrits à la course                                   | Justin Hall (en)                 | 21              | 2022-2024      |
| Yards gagnés en réceptions                                 | Justin Hall (en)                 | 1 119 yards     | 2023-2024      |
| TDs inscrits en réceptions                                 | Justin Hall (en)                 | 7               | 2023-2024      |
| Nombre de réceptions                                       | Justin Hall (en)                 | 103             | 2023-2024      |
| Nombre de plaquages                                        | Donald Payne (en)                | 117             | 2022           |
| Nombre de sacks                                            | Chris Odom (en)                  | 17 ½ sacks      | 2022, 2024     |
| Nombre d'interceptions                                     | William Likely (en)              | 4 interceptions | 2022           |
| Bilan par entraîneur                                       | Curtis Johnson (en)              | 6/10 victoires  | 2023           |
| Note :Record au total des saisons jouées dans la franchise |                                  |                 |                |